# Bulbophyllum potamophilum
Bulbophyllum potamophilum är en orkidéart som beskrevs av Rudolf Schlechter. Bulbophyllum potamophilum ingår i släktet Bulbophyllum och familjen orkidéer. Inga underarter finns listade i Catalogue of Life.